# Hanahan
Hanahan és una població dels Estats Units a l'estat de Carolina del Sud. Segons el cens del 2000 tenia 12.937 habitants.

## Demografia
Segons el cens del 2000, Hanahan tenia 12.937 habitants. La densitat de població era de 496 habitants/km².
Per edats la població es repartia de la següent manera: un 21% tenia menys de 18 anys, un 13,8% entre 18 i 24, un 31,5% entre 25 i 44, un 22,2% de 45 a 60 i un 11,5% 65 anys o més.
L'edat mediana era de 35 anys. Per cada 100 dones de 18 o més anys hi havia 113 homes.
La renda mediana per habitatge era de 39.327 $ i la renda mediana per família de 45.246 $. Els homes tenien una renda mediana de 30.354 $ mentre que les dones 22.374 $. La renda per capita de la població era de 22.629 $. Entorn del 6% de les famílies i el 15,4% de la població estaven per davall del llindar de pobresa.

## Poblacions més properes
El següent diagrama mostra les poblacions més properes.